# Mia McKenna-Bruce

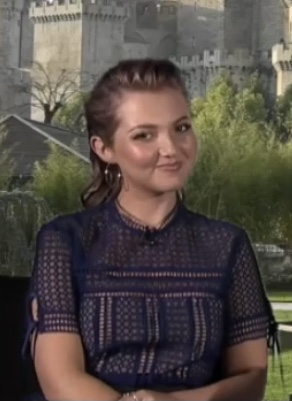
Mia McKenna-Bruce (2022)

Mia Sasha McKenna-Bruce (* 3. Juli 1997 in London) ist eine britische Schauspielerin.

## Leben
Mia McKenna-Bruce wuchs in London auf. Im Alter von acht Jahren stand sie im Musical Billy Elliot auf der Bühne. 2009 wirkte sie im Science-Fiction-Thriller Die vierte Art mit Milla Jovovich als Ashley Tyler mit. In den Serien Tracy Beaker kehrt zurück (2010–2012) sowie The Dumping Ground (2013–2018) verkörperte sie die Rolle der Tee Taylor.
In der Serie Rache ist süß gehörte sie 2020 als Bree Deringer zur Hauptbesetzung. 2022 war sie in der Fernsehserie Vampire Academy  als Mia Karp zu sehen. Ebenfalls 2022 spielte sie in Überredung mit Dakota Johnson und Henry Golding basierend auf dem Roman Anne Elliot von Jane Austen die Rolle der Mary Musgrove. Im Filmdrama Kindling (2023) von Connor O’Hara verkörperte sie die Rolle der Lily.
Für ihre Darstellung der Tara in How to Have Sex wurde sie im Rahmen der British Independent Film Awards 2023 in der Kategorie Beste Hauptrolle ausgezeichnet und in der Kategorie Breakthrough Performance nominiert sowie für den Europäischen Filmpreis 2023 als beste Darstellerin nominiert. Der britische Branchendienst Screen International zählte sie 2023 zu den „Stars of Tomorrow“. Für die Agatha-Christie-Serie The Seven Dials Mystery wurde sie 2024 neben Helena Bonham Carter und Martin Freeman für eine Hauptrolle besetzt. In The Cry of the Guard der französischen Regisseurin Claire Denis basierend auf dem Theaterstück Black Battles With Dogs von Bernard-Marie Koltes erhielt sie 2025 eine Hauptrolle, die ursprünglich für Riley Keough vorgesehen war.
In den deutschsprachigen Fassungen wurde sie unter anderem von Lea Kalbhenn in Überredung, Last Train to Christmas und Rache ist süß, von Nathalie Thiede in Rebellion – Der Zorn des römischen Reichs, von Julia Bautz in Vampire Academy sowie von Clara Drews und Johanna Hawelitschek in Tracy Beaker kehrt zurück synchronisiert.
Im Februar 2022 gaben sie und der Schauspieler Tom Leach ihre Verlobung bekannt, im August 2023 wurden sie Eltern eines gemeinsamen Sohnes. Im Sommer 2024 heirateten die beiden.

## Filmografie (Auswahl)
- 2008: Holby City – Physician, Heal Thyself (Fernsehserie)
- 2008: EastEnders (Fernsehserie)
- 2008: Small Dark Places (Kurzfilm)
- 2009: The Bill – Little Girl Lost: Part 1 (Fernsehserie)
- 2009: Doctors (Fernsehserie, drei Episoden)
- 2009: Die vierte Art (The Fourth Kind)
- 2010: The Wolfman
- 2011: Spy – Codename: Blood (Fernsehserie)
- 2011: The Tracy Beaker Survival Files (Fernsehserie)
- 2010–2012: Tracy Beaker kehrt zurück (Tracy Beaker Returns, Fernsehserie)
- 2014: Billy Elliot: The Musical Live
- 2014: The Dumping Ground Survival Files (Fernsehserie)
- 2016: The Dumping Ground: I’m (Mini-Serie)
- 2017: Holby City – Growing Pains (Fernsehserie)
- 2017: Milo (Kurzfilm)
- 2017: Josh – Bicycles & Babies (Fernsehserie)
- 2018: 8:30pm Eastern Standard Time (Kurzfilm)
- 2013–2018: The Dumping Ground (Fernsehserie)
- 2019: Cleaning Up (Fernsehserie, eine Episode)
- 2019: Hit It and Quit It (Kurzfilm)
- 2019: Watch What I Do (Kurzfilm)
- 2019: The Rebels
- 2019: The Witcher – Des Endes Anfang (Fernsehserie)
- 2019: Piss Off, I Love You (Fernsehserie, eine Episode)
- 2020: Exposed (Kurzfilm)
- 2020: Rache ist süß (Get Even, Fernsehserie)
- 2021: Vera – Ein ganz spezieller Fall – Recovery (Vera, Fernsehserie)
- 2021: Last Train to Christmas
- 2021: Smudged Smile (Kurzfilm)
- 2022: Überredung (Persuasion)
- 2022: Vampire Academy (Fernsehserie)
- 2023: Kindling
- 2023: How to Have Sex
- 2023: Blue Bell Hill (Kurzfilm)

## Auszeichnungen und Nominierungen (Auswahl)
British Academy Film Award
- 2024: Auszeichnung mit dem EE Rising Star Award

British Independent Film Award
- 2023: Auszeichnung in der Kategorie Beste Lead Performance für How to Have Sex[7]
- 2023: Nominierung in der Kategorie Breakthrough Performance für How to Have Sex[8]

Europäischer Filmpreis
- 2023: Nominierung in der Kategorie Beste Darstellerin für How to Have Sex[9]

London Critics’ Circle Film Award
- 2024: Auszeichnung als Breakthrough Performer of the Year für How to Have Sex[15]